# Chicago Stadium
Chicago Stadium var en inomhusarena och teater som invigdes 1929 och revs 1995. I arenan har flera av Chicagos elitlag huserat, de två mest kända är Chicago Bulls och Chicago Blackhawks. Chicago Stadium kallades "The Madhouse on Madison" eftersom arenan låg på Madison Street, men också för att det kunde bli så högljutt under matcherna som spelades där. När Chicago Stadium revs 1995 direktsände CNN händelsen, bland annat kunde man se flera Bulls- och Blackhawksfans som grät när rivningskulan började svingas in i byggnaden. 

## Lag som spelat i Chicago Stadium
- Chicago Blackhawks: 1929/1930 - 1993/1994
- Chicago Bulls: 1966/1967 - 1993/1994
- Chicago Packers-Zephyrs: 1960/1961 - 1962/1963
- Chicago Stags: 1946/1947 - 1949/1950
- Chicago Sting: (1980 - 1988)